# Сузан Бир
Сузан Бир (дан. Susanne Bier; 15. април 1960) данска je редитељка и сценаристкиња позната по филмовима Браћа, После венчања и У бољем свету, који је освојио награду Оскар за најбољи страни филм.